# Condes de Schauenburg y Holstein

Jutlandia y extremo septentrional de Alemania mostrando Schleswig y Holstein en lo que hoy es el estado federal alemán de Schleswig-Holstein.

Los condes de Schauenburg y Holstein fueron títulos del imperio franco. La familia dinástica procedía del condado de Schauenburg cerca de Rinteln (distrito de Schaumburg) a orillas del Weser en Alemania. Junto con sus posesiones ancestrales en Bückeburg y Stadthagen, el Condado de Schaumburg gobernó el condado de Schauenburg y el condado de Holstein. Los títulos condales de Holstein estaban sometidos al señor feudal, los duques de la Sajonia indivisa hasta 1296, y posteriormente los duques de Sajonia-Lauemburgo.

## Los condados de Schaumburg y Holstein
El condado de Schaumburg se originó como un condado medieval, que fue fundado a comienzos del siglo XII. Recibió su nombre del castillo de Schaumburg, cerca de Rinteln a orillas del Weser, donde los propietarios empezaron a llamarse a sí mismos señores (desde 1295 condes) de Schaumburg. Adolfo I probablemente se convirtió en el primer señor de Schaumburg en 1106.
En 1110, Adolfo I, señor de Schaumburg fue nombrado por Lotario, duque de Sajonia para conservar Holstein y Stormarn, incluyendo Hamburgo, como feudos. en una batalla con Dinamarca, sin embargo, Adolfo se convirtió en prisionero del rey Valdemar II, a quien tuvo que entregar Holstein a cambio de su libertad. En 1227 el hijo de Adolfo III, Adolfo IV, recuperó de Dinamarca las tierras perdidas. Posteriormente, la casa de Schaumburg fueron también condes de Holstein y sus particiones Holstein-Itzehoe, Holstein-Kiel, Holstein-Pinneberg (hasta 1640), Holstein-Plön, Holstein-Segeberg y Holstein-Rendsburg (hasta 1460) y a través de esta última a veces también los duques de Schleswig.

### Partición de Holstein
Holstein y Schaumburg 
     Holstein
     Schaumburg
| Condado de Holstein y Schauenburg Holstein se separó en 1137-1143 y 1203-1227 |

#### Particiones de Holstein de 1261 y 1273
Después de 1261 los hermanos que previamente gobernaron juntos, Gerardo I y el más viejo Juan I dividió los condados de Holstein y Schaumburg. Gerardo I recibió los condados de Holstein-Itzehoe y Schaumburg, mientras que Juan recibió el condado de Holstein-Kiel. Después de la muerte de Juan I, sus hijos Adolfo V y Juan II reinaron conjuntamente en Holstein-Kiel. En 1273 partieron Holstein-Kiel y Juan II siguieron gobernando sobre Kiel; Adolfo V el pomeranio luego recibió Segeberg (esto es, el condado de Stormarn). Después de la muerte de Adolfo V, Holstein-Segeberg fue reincorpordo a Holstein-Kiel.
     Itzehoe
     Kiel
| Condado de Holstein-Itzehoe incorporando el condado de Schaumburg | Condado de Holstein-Itzehoe incorporando el condado de Schaumburg | Condado de Holstein-Itzehoe incorporando el condado de Schaumburg | Condado de Holstein-Itzehoe incorporando el condado de Schaumburg | Condado de Holstein-Itzehoe incorporando el condado de Schaumburg | Condado de Holstein-Itzehoe incorporando el condado de Schaumburg | Condado de Holstein-Itzehoe incorporando el condado de Schaumburg | Condado de Holstein-Itzehoe incorporando el condado de Schaumburg | Condado de Holstein-Kiel dividido en 1273 en los más pequeños -Kiel y -Segeberg |

     Segeberg (I & II)
| Condado de Holstein-Itzehoe incluyendo el Condado de Schaumburg. En 1290 se dividió en -Pinneberg, -Plön y -Rendsburg | Condado de Holstein-Itzehoe incluyendo el Condado de Schaumburg. En 1290 se dividió en -Pinneberg, -Plön y -Rendsburg | Condado de Holstein-Itzehoe incluyendo el Condado de Schaumburg. En 1290 se dividió en -Pinneberg, -Plön y -Rendsburg | Condado de Holstein-Itzehoe incluyendo el Condado de Schaumburg. En 1290 se dividió en -Pinneberg, -Plön y -Rendsburg | Condado de Holstein-Itzehoe incluyendo el Condado de Schaumburg. En 1290 se dividió en -Pinneberg, -Plön y -Rendsburg | Condado de Holstein-Itzehoe incluyendo el Condado de Schaumburg. En 1290 se dividió en -Pinneberg, -Plön y -Rendsburg | Condado de Holstein-Itzehoe incluyendo el Condado de Schaumburg. En 1290 se dividió en -Pinneberg, -Plön y -Rendsburg | Condado de Holstein-Itzehoe incluyendo el Condado de Schaumburg. En 1290 se dividió en -Pinneberg, -Plön y -Rendsburg | Condado de Holstein-Kiel dividido en 1273 en otros más pequeños -Kiel y -Segeberg I | Condado de Holstein-Segeberg I En 1308 se volvió a unir a -Kiel |

#### Partición de Holstein de 1290 y reversiones de 1350 y 1390
Después de la muerte de Gerardo I en 1290 sus tres hijos menores partieron Holstein-Itzehoe y Schaumburg en tres ramas, con Adolfo VI el Viejo, el tercer hermano, obtuvo Holstein-Pinneberg y Schaumburg al sur del Elba, el segundo hermano Gerardo II el Ciego obtuvo Holstein-Plön, y el cuarto Enrique I recibió Holstein-Rendsburg. El hermano mayor Juan era canónigo en la catedral de Hamburgo.
Después de la muerte de Gerardo II sus hijos Gerardo IV y su medio hermano menor Juan III el Templado heredaron y gobernaron en Holstein-Plön juntos. En 1316 los hermanos asediaron militarmente las posesiones de Juan II el Tuerto (m. 1321) en Holstein-Kiel, cuyos hijos habían sido asesinados. Juan III el Templado, antes un segundogénito conde gobernante en Plön, entonces recibió Kiel del depuesto Juan II el Tuerto, un primo de su padre Gerardo II el Ciego. Gerardo IV continuó gobernando Holstein-Plön como conde único.
Después de la muerte del sobrino de Juan III Gerardo V de Holstein-Plön en 1350, quien había sucedido a Gerardo IV, la línea Plön se extinguió y Juan III volvió a heredar sus posesiones. En 1390 su hijo Adolfo IX (o VII) gobernante desde 1359 Kiel incluyendo Plön, murió sin descendencia y así Nicolás (Claus) de Holstein-Rendsburg y sus sobrinos Alberto II y Gerardo VI (gobierno conjunto hasta 1397) le sucedió en los territorios de Holstein-Kiel y Holstein-Plön.
     Pinneberg
     Plön
     Rendsburg
| Condado de Holstein-Pinneberg incluyendo el Condado de Schaumburg | Condado de Holstein-Pinneberg incluyendo el Condado de Schaumburg | Condado de Holstein-Pinneberg incluyendo el Condado de Schaumburg | Condado de Holstein-Pinneberg incluyendo el Condado de Schaumburg | Condado de Holstein-Pinneberg incluyendo el Condado de Schaumburg | Condado de Holstein-Pinneberg incluyendo el Condado de Schaumburg | Condado de Holstein-Pinneberg incluyendo el Condado de Schaumburg | Condado de Holstein-Pinneberg incluyendo el Condado de Schaumburg | Condado de Holstein-Plön | Condado de Holstein-Rendsburg | Condado de Holstein-Kiel reunido con -Segeberg en 1308 | Condado de Holstein-Segeberg I En 1308 reunido con -Kiel |

| Condado de Holstein-Pinneberg incluyendo el Condado de Schaumburg | Condado de Holstein-Pinneberg incluyendo el Condado de Schaumburg | Condado de Holstein-Pinneberg incluyendo el Condado de Schaumburg | Condado de Holstein-Pinneberg incluyendo el Condado de Schaumburg | Condado de Holstein-Pinneberg incluyendo el Condado de Schaumburg | Condado de Holstein-Pinneberg incluyendo el Condado de Schaumburg | Condado de Holstein-Pinneberg incluyendo el Condado de Schaumburg | Condado de Holstein-Pinneberg incluyendo el Condado de Schaumburg | Condado de Holstein-Plön heredado por -Kiel en 1359 | Condado de Holstein-Rendsburg | Condado de Holstein-Kiel incluyendo -Segeberg incluyendo -Plön en 1359 |

| Condado de Holstein-Pinneberg incluyendo el Condado de Schaumburg | Condado de Holstein-Pinneberg incluyendo el Condado de Schaumburg | Condado de Holstein-Pinneberg incluyendo el Condado de Schaumburg | Condado de Holstein-Pinneberg incluyendo el Condado de Schaumburg | Condado de Holstein-Pinneberg incluyendo el Condado de Schaumburg | Condado de Holstein-Pinneberg incluyendo el Condado de Schaumburg | Condado de Holstein-Pinneberg incluyendo el Condado de Schaumburg | Condado de Holstein-Pinneberg incluyendo el Condado de Schaumburg | Condado de Holstein-Rendsburg heredó los reunidos -Kiel (con -Plön) en 1397 | Condado de Holstein-Kiel incluyendo -Plön (y -Segeberg) |

| Condado de Holstein-Pinneberg incluyendo el Condado de Schaumburg | Condado de Holstein-Pinneberg incluyendo el Condado de Schaumburg | Condado de Holstein-Pinneberg incluyendo el Condado de Schaumburg | Condado de Holstein-Pinneberg incluyendo el Condado de Schaumburg | Condado de Holstein-Pinneberg incluyendo el Condado de Schaumburg | Condado de Holstein-Pinneberg incluyendo el Condado de Schaumburg | Condado de Holstein-Pinneberg incluyendo el Condado de Schaumburg | Condado de Holstein-Pinneberg incluyendo el Condado de Schaumburg | Condado de Holstein-Rendsburg incluyendo -Kiel, -Plön (y -Segeberg) |

#### Partición de Holstein de 1397 y la extinción de la línea de Rendsburg en 1459
En 1390 la línea Holstein-Rendsburg había reunido la mayor parte de los condados de Holstein segregados, con Kiel, Plön y Segeberg, pero no Holstein-Pinneberg, que existieron hasta 1640. Miembros de la rama familiar de Rendsburg estaban a menudo simplemente titulados como Condes de Holstein después de 1390. Para la rama familiar de Pinneberg, usualmente residiendo en el condado de Schaumburg, empezó a prevalecer la titulación de Schaumburg.
En 1397 después de la muerte de su tío Nicolás (Claus), con quien los sobrinos Alberto II y el viejo Gerardo VI habían gobernado conjuntamente Holstein-Rendsburg, dividieron Holstein-Segeberg (condado de Stormarn) desde Holstein-Rendsburg, con Alberto recibieron el nuevo condado a cambio de abandonar su gobierno conjunto en Rendsburg. Después de la muerte de Alberto en 1403 Segeberg revirtió a Rendsberg. En la guerra danesa-holsteiniana-hanseática, la línea Holstein-Rendsburg dirigió los esfuerzos contra la Corona danesa en el ducado de Schleswig (con una importante victoria en Flensburgo y la recuperación del feudo de Schleswig para la casa de Holstein). En 1459, con la muerte de Adolfo XI (VIII), la rama Rendsburg se extinguió en la línea masculina y la nobleza de Holstein-Rendburg y de Schleswig luego asignada la sucesión al hijo de su hermana el rey Cristián I de Dinamarca, Casa de Oldemburgo.
| Condado de Holstein-Pinneberg incluyendo el Condado de Schaumburg | Condado de Holstein-Pinneberg incluyendo el Condado de Schaumburg | Condado de Holstein-Pinneberg incluyendo el Condado de Schaumburg | Condado de Holstein-Pinneberg incluyendo el Condado de Schaumburg | Condado de Holstein-Pinneberg incluyendo el Condado de Schaumburg | Condado de Holstein-Pinneberg incluyendo el Condado de Schaumburg | Condado de Holstein-Pinneberg incluyendo el Condado de Schaumburg | Condado de Holstein-Pinneberg incluyendo el Condado de Schaumburg | Condado de Holstein-Rendsburg incluyendo -Kiel, y -Plön | Condado de Holstein-Segeberg II separado de -Rendsburg. Reunido en 1403. |

| Condado de Holstein-Pinneberg incorporando el Condado de Schaumburg | Condado de Holstein-Pinneberg incorporando el Condado de Schaumburg | Condado de Holstein-Pinneberg incorporando el Condado de Schaumburg | Condado de Holstein-Pinneberg incorporando el Condado de Schaumburg | Condado de Holstein-Pinneberg incorporando el Condado de Schaumburg | Condado de Holstein-Pinneberg incorporando el Condado de Schaumburg | Condado de Holstein-Pinneberg incorporando el Condado de Schaumburg | Condado de Holstein-Pinneberg incorporando el Condado de Schaumburg | Condado de Holstein-Rendsburg incorporando -Kiel, y -Plön. Rama extinguida en 1459. Las tierras fueron heredadas por Cristián I de Dinamarca, descendiente matrilineal de la línea Holstein-Rendsburg. |

#### La última línea que gobernó Schaumburg y Holstein-Pinneberg hasta 1640
Después el rey Cristián I de Dinamarca, Casa de Oldemburgo había sido elegido como heredero del condado de Holstein-Rendsburg Cristián ascendió al trono condal en 1460. En 1474 Federico III, elevó a Cristián I de conde de Holstein-Rendsburg a duque de Holstein. Para su sucesión en el ducado de Holstein, véase Anexo:Gobernantes de Schleswig-Holstein#Casa de Oldemburgo (1460–1544). La línea Schaumburg en los condados de Holstein-Pinneberg y Schaumburg continuaron hasta su extinción en la línea masculina en 1640. Esta línea es conocida también como Holstein-Schaumburg. Los condes fueron elevados a príncipes de Schaumburg en 1619/1620, sin embargo, los duques de Holstein se opusieron a la transición de ese título al condado de Holstein-Pinneberg.

#### Partición de Schaumburg de 1640
Después de la muerte en 1640 del conde Otón V sin hijos, el gobierno de la Casa de Schaumburg terminó en Holstein. El condado de Holstein-Pinneberg se fusionaron bajo Cristián IV con su parte real del ducado de Holstein, que es ahora parte del estado de Schleswig-Holstein. Para Cristián IV y sus sucesores véase Anexo:Gobernantes de Schleswig-Holstein#Casa de Oldemburgo (1640–1713)
El principado de Schaumburg propiamente dicho, sin embargo, se dividió entre los herederos agnáticos de Schaumburg en tres partes, una incorporada al Principado de Luneburgo del ducado de Brunswick y Luneburgo, el segundo convirtiéndose en el condado de Schaumburg-Lippe y el tercero continuando el nombre de condado de Schaumburg, gobernado en unión personal por Hesse-Cassel. Los tres son hoy parte del estado de Baja Sajonia. El Señorío soberano de Gemen, en 1531 adquirido para Schaumburg a través del matrimonio por Jobst I, y gobernado por el hijo segundogénito de Jobst II (h. 1520-1581, reinando desde 1531), pasó a la familia de Limburgo Stirum. Gemen está en el actual estado alemán de Renania del Norte-Westfalia.
| Condado de Holstein-Pinneberg incorporando el Condado de Schaumburg |

### Condes de Holstein y Schaumburg

#### Casa de Schaumburg(1106-1640)
| Gobernante                                    | Gobernante    | Nacido                          | Reinado      | Muerte                                | Parte de gobierna               | Consorte | Notas |
| --------------------------------------------- | ------------- | ------------------------------- | ------------ | ------------------------------------- | ------------------------------- | --- | --- |
| Adolfo I                                      |               | ?                               | 1106-1110    | 13 de noviembre de 1130               | Schaumburg                      | Hildewa antes de 1128 cuatro hijos                                                                                           | Primer conde de Schaumburg, en 1110 se convierte en conde de Holstein. |
| Adolfo I                                      |               | ?                               | 1110-1130    | 13 de noviembre de 1130               | Schaumburg y Holstein           | Hildewa antes de 1128 cuatro hijos                                                                                           | Primer conde de Schaumburg, en 1110 se convierte en conde de Holstein. |
| Adolfo II                                     |               | h. 1128                         | 1130-1137    | 6 de julio de 1164                    | Schaumburg y Holstein           | Mechtilde de Schwarzburg-Käfernburg antes de 1160 un hijo                                                                    | En 1137 Enrique de Badewide ocupa Holstein. |
| Enrique de Badewide                           |               | ?                               | 1137-1143    | 1164                                  | Holstein                        | Un pariente del rey de Dinamarca antes de 1164 al menos dos hijos                                                            | No dinástico. Limitado en 1139 a Wagria. |
| Adolfo II                                     |               | h. 1128                         | 1137-1143    | 6 de julio de 1164                    | Schaumburg                      | Mechtilde de Schwarzburg-Käfernburg antes de 1160 un hijo                                                                    | En 1137 Enrique de Badewide ocupa Holstein. |
| Adolfo II                                     |               | h. 1128                         | 1143-1164    | 6 de julio de 1164                    | Schaumburg y Holstein           | Mechtilde de Schwarzburg-Käfernburg antes de 1160 un hijo                                                                    | Reune Holstein y Schaumburg. |
| Mechtilde de Schwarzburg-Käfernburg (regente) |               | ?                               | 1164-h. 1174 | 1192                                  | Schaumburg y Holstein           | Adolfo II antes de 1160 un hijo                                                                                              | Regente durante la minoría de su hijo. |
| Adolfo III                                    |               | 1160                            | h. 1174-1203 | 3 de enero de 1225                    | Schaumburg y Holstein           | Adelaida de Assel 1182 sin hijos Adelaida de Querfurt Antes del 10 de mayo de 1189 cuatro hijos                              | Conde de Schaumburg y Holstein, cediendo la segunda a Valdemar II en 1203 para ser liberado de su cautividad. |
| Valdemar II de Dinamarca                      |               | 9 de mayo o 28 de junio de 1170 | 1203-1227    | 28 de marzo de 1241                   | Holstein                        | Dagmar de Bohemia 1205 un hijo Berenguela de Portugal 1214 cua<tro hijos                                                     | No dinástico como invasor de Holstein. De la casa de Estridsen. |
| Adolfo III                                    | image changed | 1160                            | 1203-1225    | 3 de enero de 1225                    | Schaumburg                      | Adelaida de Assel 1182 sin hijos Adelaida de Querfurt Antes del 10 de mayo de 1189 cuatro hijos                              | |
| Adolfo IV                                     |               | Antes de 1205                   | 1225-1227    | 8 de julio de 1261                    | Schaumburg                      | Heilwiga de Lippe 1223 cuatro hijos                                                                                          | |
| Adolfo IV                                     |               | Antes de 1205                   | 1227-1238    | 8 de julio de 1261                    | Schaumburg y Holstein           | Heilwiga de Lippe 1223 cuatro hijos                                                                                          | Conde de Holstein por victoria militar sobre Valdemar II; posteriormente abdicó y se convirtió en monje. |
| Heilwiga de Lippe (regente)                   |               | 1200                            | 1238-h. 1243 | 1249 o 1250                           | Schaumburg y Holstein           | Adolfo IV 1223 cuatro hijos                                                                                                  | Regente. |
| Juan I                                        |               | 1229                            | h. 1243-1261 | 20 de abril de 1263                   | Schaumburg y Holstein           | Isabel de Sajonia-Witemberg 1249 o 1250 cuatro hijos                                                                         | Gobierno conjunto con su hermano hasta la muerte de su padre. |
| Gerardo I                                     |               | 1232                            | h. 1243-1261 | 21 de diciembre de 1290               | Schaumburg y Holstein           | Isabel de Mecklemburgo 1250 once hijos Alexia de Montferrat 1282 sin hijos                                                   | Gobierno conjunto con su hermano hasta la muerte de su padre. |
| Juan I                                        |               | 1229                            | 1261-1263    | 20 de abril de 1263                   | Holstein-Kiel                   | Isabel de Sajonia-Witemberg 1249 o 1250 cuatro hijos                                                                         | Dividió la tierra con su hermano: juan recibió -Kiel. |
| Gerardo I                                     |               | 1232                            | 1261-1290    | 21 de diciembre de 1290               | Holstein-Itzehoe y Schaumburg   | Isabel de Mecklemburgo 1250 once hijos Alexia de Montferrat 1282 sin hijos                                                   | Dividió la tierra con su hermano: Gerardo recibió -Itzehoe. Después de su muerte en 1290 sus hijos dividieron Holstein-Itzehoe y Schaumburg en tres ramas, con Adolfo obteniendo Holstein-Pinneberg y Schaumburg, Gerardo obteniendo Holstein-Plön, y Enrique Holstein-Rendsburg. |
| Juan II el Tuerto                             |               | 1253                            | 1263-1316    | 1321                                  | Holstein-Kiel                   | Margarita de Dinamarca 1276 dos hijos                                                                                        | Gobierno conjunto con su hermano hasta 1273 |
| Adolfo V el Pomeranio                         |               | 1252                            | 1263-1273    | 10 de abril u 11 de noviembre de 1308 | Holstein-Kiel                   | Eufemia de Pomerania-Wolgast 1273 o 1278 un hijo                                                                             | Gobierno conjunto con su hermano hasta 1273. En este año gobernó en -Segeberg, separado de -Kiel. |
| Adolfo V el Pomeranio                         |               | 1252                            | 1273-1308    | 10 de abril u 11 de noviembre de 1308 | Holstein-Segeberg (I)           | Eufemia de Pomerania-Wolgast 1273 o 1278 un hijo                                                                             | Gobernó solo en Segeberg. Después de su muerte esta tierra se reunió con -Kiel. |
| Gerardo II el Ciego                           |               | 1254                            | 1290-1312    | 28 de octubre de 1312                 | Holstein-Plön                   | Ingeborg de Suecia 12 de diciembre de 1275 cuatro hijos Inés de Brandeburgo 1293 un hijo                                     | Primer hijo de Gerardo I, gobernó en -Plön. |
| Adolfo VI el Viejo                            |               | 1256                            | 1290-1315    | 13 de mayo de 1315                    | Holstein-Pinneberg y Schaumburg | Elena de Sajonia-Lauemburgo 14 de febrero de 1294 siete hijos                                                                | Segundo hijo de Gerardo I, gobernó en -Pinneberg y también recibió Schaumburg. |
| Enrique I                                     |               | 1258                            | 1290-1304    | 5 de agosto de 1304                   | Holstein-Rendsburg              | Heilwiga de Bronckhorst 1289 cuatro hijos                                                                                    | Tercer hijo de Gerardo I, gobernó en -Rendsburg. |
| Gerardo III el Grande                         |               | 1292                            | 1304-1340    | 1 de abril de 1340                    | Holstein-Rendsburg              | Sofía de Werle 1315 cuatro hijos                                                                                             | Como Gerardo I, también duque de Schleswig entre 1326 y 1330. |
| Gerardo IV                                    |               | 1254                            | 1312-1323    | 1323                                  | Holstein-Plön                   | Anastasia de Schwerin 30 de julio de 1313 dos hijos                                                                          | Gobierno conjunto con su hermano hasta 1316. |
| Juan III el Templado                          |               | 1297                            | 1312-1316    | 27 de septiembre de 1359              | Holstein-Plön                   | Catalina de Głogów 25 de diciembre de 1317 o 27 de enero de 1319 tres hijos Miroslawa de Schwerin-Wittenburg 1327 tres hijos | Gobierno conjunto con su hermano hasta 1316. En este año depuso a Juan II de Holstein-Kiel y gobernó en sus tierras. |
| Adolfo VII                                    |               | 1295 o 1297                     | 1315-1354    | 9 de octubre de 1354                  | Holstein-Pinneberg y Schaumburg | Hedwiga de Schwalenberg por 1301 tres hijos Helwiga de Lippe 1322 ocho hijos                                                 | |
| Juan III el Templado                          |               | 1297                            | 1316-1359    | 27 de septiembre de 1359              | Holstein-Kiel                   | Catalina de Głogów 25 de diciembre de 1317 o 27 de enero de 1319 tres hijos Miroslawa de Schwerin-Wittenburg 1327 tres hijos | En 1316 depuso a Juan II de Holstein-Kiel y gobernó en sus tierras. Junto con el conde Gerardo III de Holstein-Rendsburg Juan III era el Señor gobernante en guarda y custodia el ducado de Schleswig danés 1332-1340.                                                            |
| Gerardo V                                     |               | 1315                            | 1323-1350    | 22 de septiembre de 1350              | Holstein-Plön                   | Soltero | Después de su muerte, su tío Juan III, gobernante de -Kiel y anterior gobernante conjunto en -Plön, reunió ambas tierras. |
| Nicolás I                                     |               | 1321                            | 1340-1397    | 8 de mayo de 1397                     | Holstein-Rendsburg              | Isabel de Brunswick-Luneburgo 1354 un hijo                                                                                   | Gobierno conjunto con su hermano. También duque de Schleswig junto con él desde 1375. Después de 1384 con la muerte de su hermano, llevó a sus sobrinos a gobernar junto con él. En 1390 heredó -Kiel.                                                                            |
| Enrique II de Hierro                          |               | 1317                            | 1340-1384    | 1384                                  | Holstein-Rendsburg              | Matilde de Lippe un hijo Ingeborg de Mecklemburgo-Schwerin antes de 1374 cuatro hijos                                        | Gobierno conjunto con su hermano. También duque de Schleswig junto con él desde 1375. |
| Gerardo VI                                    |               | 1367                            | 1384-1404    | 5 de agosto de 1404                   | Holstein-Rendsburg              | Catalina Isabel de Brunswick-Luneburgo 1390 seis hijos                                                                       | Hijo de Enrique II y sobrino de Nicolás, gobernante conjunto después de la muerte de su padre; en 1386, Nicolás dimitió como duque de Schleswig y Gerard lo sucedió como duque Gerardo II (1386-1404).                                                                            |
| Alberto II                                    |               | 1369                            | 1384-1397    | 28 de septiembre de 1403              | Holstein-Rendsburg              | Inés de Sajonia-Lauemburgo antes de 23 de marzo de 1399 sin hijos                                                            | Hijo de Enrique II y sobrino de Nicolás, gobernó conjuntamente después de la muerte de su padre; gobierno conjunyo con su hermano, Gerardo VI, hasta 1397. En este año gobernó -Segeberg II, separado de -Rendsburg.                                                              |
| Adolfo VIII el Joven                          |               | Después de 1301                 | 1354-1370    | 13 de octubre de 1370                 | Holstein-Pinneberg y Schaumburg | Soltero | |
| Adolfo IX el Templado                         |               | 1327                            | 1359-1390    | 26 de enero de 1390                   | Holstein-Kiel                   | Ana de Mecklemburgo-Schwerin 4 de diciembre de 1362 o 21 de septiembre de 1365 sin hijos                                     | Recibió como herencia de su padre -Kiel y también -Plön, incorporado de 1350. Después de su muerte en 1390 sin descendientes, -Kiel y su patrimonio es heredado por Holstein-Rendsburg.                                                                                           |
| Otón I                                        |               | 1330                            | 1370-1404    | Después de 16 de marzo de 1404        | Holstein-Pinneberg y Schaumburg | Mechtilde de Brunswick-Luneburgo 25 de junio de 1368 diez hijos                                                              | |
| Alberto II                                    |               | 1369                            | 1397-1403    | 28 de septiembre de 1403              | Holstein-Segeberg (II)          | Inés de Sajonia-Lauemburgo antes del 23 de marzo de 1399 sin hijos                                                           | Gobernó -Segeberg II, separado de -Rendsburg. Después de su muerte sin hijos, -Segeberg II fue reincorporado en -Rendsburg. |
| Enrique III                                   |               | h. 1372                         | 1404-1421    | Febrero de 1421                       | Holstein-Rendsburg              | Soltero | También Príncipe-Obispo de Osnabrück como Enrique I (1402-1410). |
| Adolfo X                                      |               | 1375                            | 1404-1426    | 9 de octubre de 1426                  | Holstein-Pinneberg y Schaumburg | Elena de Hoya 1378 tres hijos                                                                                                | |
| Enrique IV                                    |               | 1397                            | 1421-1427    | 28 de mayo de 1427                    | Holstein-Rendsburg              | Soltero | Murió sin descendientes. La tierra pasó a sus hermanos. |
| Otón II                                       |               | 1400                            | 1426-1464    | 2 de junio de 1464                    | Holstein-Pinneberg y Schaumburg | Isabel de Hohnstein 1418 diez hijos                                                                                          | |
| Adolfo XI                                     |               | 1401                            | 1427-1459    | 4 de diciembre de 1459                | Holstein-Rendsburg              | Matilde antes de 1433 sin hijos Margarita de Mansfeld 1433 sin hijos                                                         | Fue el vasallo más poderoso de la corona danesa en su época. Obtuvo reconocimiento real danés en 1440. Después de su muerte su patrimonio fue anexionado por Dinamarca. |
| Gerardo VII                                   |               | 1404                            | 1427-1433    | 24 de julio de 1433                   | Holstein-Rendsburg              | Inés de Baden 2 de junio de 1432 Baden diez hijos                                                                            | Gobierno conjunto con su hermano. Reclamó Schleswig para él frente a su hermano. |
| Adolfo XII                                    |               | 1419                            | 1464-1474    | 9 de octubre de 1474                  | Holstein-Pinneberg y Schaumburg | Irmgarda de Hoya 1459 sin hijos                                                                                              | Primer hijo de Otón II. No dejó descendientes. |
| Erico I                                       |               | 1420                            | 1474-1492    | 24 o 25 de marzo de 1492              | Holstein-Pinneberg y Schaumburg | Heba de Frisia Oriental 1476 Schaumburgsin hijos                                                                             | Segundo hijo de Otón II. No dejó descendientes. |
| Otón III                                      |               | 1426                            | 1492-1510    | 1510                                  | Holstein-Pinneberg y Schaumburg | Soltero | Tercer hijo de Otón II. No dejó descendientes. |
| Antonio I                                     |               | 1439                            | 1510-1526    | 22 de diciembre de 1526               | Holstein-Pinneberg y Schaumburg | Sofía de Sajonia-Lauemburgo 29 de noviembre de 1492 sin hijos Ana de Schönburg antes del 25 de septiembre de 1497 sin hijos  | Sexto hijo de Otón II y el cuarto que gobernó. No dejó descendientes. |
| Juan IV                                       |               | 1449                            | 1526-1527    | 30 de marzo de 1527                   | Holstein-Pinneberg y Schaumburg | Cordula de Gehmen 1482 un hijo                                                                                               | |
| Jobst I                                       |               | 1483                            | 1527-1531    | 5 de junio de 1531                    | Holstein-Pinneberg y Schaumburg | María de Nassau-Dietz 1506 ocho hijos                                                                                        | |
| Adolfo XIII                                   |               | 19 de enero de 1511             | 1531-1544    | 20 de septiembre de 1556              | Holstein-Pinneberg y Schaumburg | Soltero | Gobierno conjunto con su hermano, Juan IV. Abdicó en 1544. Más tarde se convirtió en arzobispo de Colonia como Adolfo III (1547-1556). |
| Juan V                                        |               | 1512                            | 1531-1544    | 1560                                  | Holstein-Pinneberg y Schaumburg | Isabel de Frisia Oriental 1558 sin hijos                                                                                     | Gobierno conjunto con su hermano Adolfo XIII. Abdicó en 1544. |
| Otón IV                                       |               | 1517                            | 1544-1576    | 21 de diciembre de 1576               | Holstein-Pinneberg y Schaumburg | María de Pomerania-Stettin antes de 1545 cuatro hijos Úrsula de Brunswick-Luneburgo 1558 tres hijos                          | En 1559 oficialmente empezó la Reforma en Schaumburg y Holstein-Pinneberg. |
| Adolfo XIV                                    |               | 27 de febrero de 1547           | 1576-1601    | 2 de julio de 1601                    | Holstein-Pinneberg y Schaumburg | Isabel de Brunswick-Wolfenbüttel 6 de mayo de 1583 Wolfenbüttel un hijo                                                      | |
| Ernesto                                       |               | 24 de septiembre de 1569        | 1601-1622    | 17 de enero de 1622                   | Holstein-Pinneberg y Schaumburg | Hedwiga de Hesse-Kassel 11 de septiembre de 1597 Esmalcalda diez hijos                                                       | Hermano de Adolfo XIV. Fue elevado a "Príncipe de Schaumburg" en 1619. |
| Jobst Herman                                  |               | 6 de octubre de 1593            | 1622-1635    | 5 de noviembre de 1635                | Holstein-Pinneberg y Schaumburg | Soltero | Primo de su predecesor. Murió sin descendientes. |
| Otón V                                        |               | 1 de marzo de 1614              | 1635-1640    | 15 de noviembre de 1640               | Holstein-Pinneberg y Schaumburg | Soltero | Primo de su predecesor. Murió sin descendientes. |